# Storeton
Storeton – wieś w Anglii, w hrabstwie ceremonialnym Merseyside, w dystrykcie metropolitalnym Wirral. Leży 7 km na południowy zachód od centrum Liverpool i 286 km na północny zachód od Londynu. W 2001 miejscowość liczyła 150 mieszkańców.